# Замок Курсийон

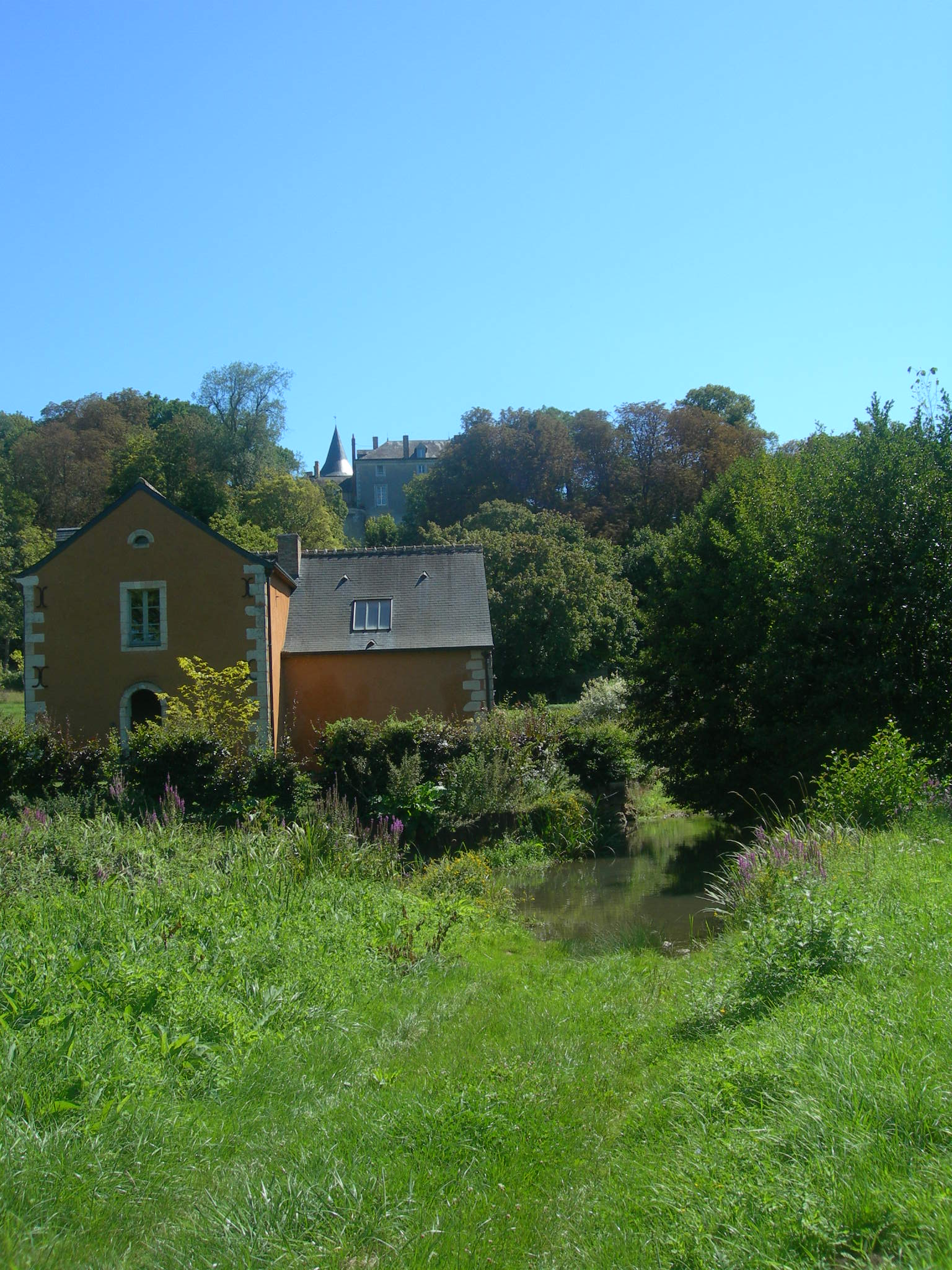
Мельница и замок на заднем плане

Замок Курсийон (фр. château de Courcillon) — бывшая аристократическая усадьба, расположенная во Франции в границах коммуны Диссе-су-Курсийон, неподалёку от города Шато-дю-Луар (в границах современного департамента Сарта региона Земли Луары). Стоит на более высоком берегу реки Лон, в месте её слияния с Граво и к востоку от коммуны Диссе.
Этот укреплённый замок имел четыре высокие круглые башни, служивших для наблюдения и обороны (две из них были построены из тёсаного камня), крепостные стены и ров с подъёмным мостом. Жилой корпус замка имеет квадратные окна, прежде обрамлённые лепниной и резьбой. Западное крыло, с арочными окнами, построено позднее. По источникам XIX века, над дверью в замке висела деревянная гравюра, на которой замок изображен таким, как он выглядел раньше. Укрепления и башни были снесены при короле Луи-Филиппе.
Известные владельцы замка:
- В 1392 году — Жанна де Жане (фр. Jeanne de Jannay), дама де Шато-Фирмон (Château Firmont) и де Курсийон;
- С 1395 по 1407 год — Жан де Бёй, сеньор граничащего с Диссе прихода Бёй, и Курсийона.
- От него, эта земля перешла к младшей ветви рода, к которой принадлежал Жан V де Бёй.
- В 1698 замком владел Дрё-Луи дю Ге, сеньор де Баньоль, член Государственного совета.
- В 1701 году замком завладел Пьер де Перьер, маркиз де Кренон (фр. de Crenon).

Также среди владельцев числятся де Вансе, де Ренуар и де Ла Порт.
Членом семьи Курсийон был известный маркиз Данжо, знаменитый своими мемуарами о дворе Людовика XIV.
Согласно местному преданию, король Людовик XI посещал замок Курсийон, и даже жил в нём какое-то время. По рассказам, во время своего пребывания в резиденции Плесси-ле-Тур, он послал за сеньором Курсийоном, чтобы тот принёс ему оммаж. Тот созвал всех своих вассалов из Курсийона и Шато-Лавальер и они большим составом поехали к королю. Обеспокоенный таким числом вассалов, монарх отправил гонца с сообщением, что он оценил такое рвение, но освобождает свиту.